# Belgium Tuatagaloa
Pas d'image ? Cliquez ici

a Compétitions nationales et continentales officielles uniquement.

b Matchs officiels uniquement.
Dernière mise à jour le 29 décembre 2022.
Belgium Tuatagaloa, né le 19 septembre 1989 à Ōtāhuhu (Nouvelle-Zélande), est un joueur de rugby à XV et rugby à sept international samoan, évoluant au poste d'ailier.

## Biographie
Belgium Tuatagaloa est né à Ōtāhuhu dans la banlieue d'Auckland en Nouvelle-Zélande, d'une famille d'origine samoane avec dix frères et sœurs. Il émigre ensuite aux Samoa où il vit avec sa famille jusqu'à l'âge de cinq ans, avant de revenir vivre en Nouvelle-Zélande. Il vit dans un premier temps chez sa tante dans la banlieue d'Auckland, avant d'être recueilli par un couple habitant près de Wellington. Il ne commence le rugby qu'à l'âge de 21 ans, après avoir longtemps pratiqué la boxe. Il commence à jouer avec le club de Petone dans le championnat amateur de la région de Wellington. 
Grâce à ses qualités de puissance et de vitesse, il progresse rapidement et est repéré par Gordon Tietjens, alors sélectionneur de l'équipe de Nouvelle-Zélande de rugby à sept. Il entre alors dans le programme néo-zélandais de rugby à sept et fait ses débuts dans les World Rugby Sevens Series en 2012, soit seulement deux ans après avoir commencé le rugby,. Il dispute et remporte deux IRB Sevens World Series avec la sélection néo-zélandaise, disputant un total neuf tournois, et marquant quinze essais.
À côté de sa carrière à sept, il signe un contrat avec la province de Canterbury en NPC,. Cependant, il ne dispute qu'une seule rencontre avant qu'une grave blessure à la jambe vienne mettre fin à sa première saison. La saison suivante, il rejoint la province de Wellington, avec qui il joue trois rencontres.
En 2015, il décide de profiter de l'assouplissement des règles d’éligibilités au niveau international pour représenter son pays d'origine : les Samoa. Avec l'équipe des Samoa de rugby à sept, il dispute dix-sept tournois des World Rugby Sevens Series et la coupe du monde de rugby à sept 2018. Comme principal palmarès, il remporte le Tournoi de Paris 2016, le premier remporté par son pays depuis quatre ans.
Dans la foulée, il est recruté par le club français de Valence Romans, évoluant Fédérale 1 à partir de la saison 2016-2017. Avec le club dromois, il dispute trois saisons, et participe pleinement à l'accession du club en Pro D2 en 2019 après une saison où il inscrit quinze essais en dix-huit matchs. Malgré sa bonne saison 2018-2019, il n'est pas conservé en raison de sa volonté de disputer la Coupe du monde à venir avec l'équipe des Samoa à XV, et se retrouve sans club,.
Au mois de juin 2019, il est sélectionné pour la première fois avec l'équipe des Samoa pour disputer la Pacific Nations Cup. Il connait sa première sélection  le 27 juillet 2019 à l’occasion d’un match contre l'équipe des Tonga à Apia. Il marque à cette occasion son premier essai au niveau international.
En août 2019, il retenu dans le groupe de 31 joueurs samoans retenus pour disputer la Coupe du monde au Japon. Il dispute un match lors de la compétition, contre l'Écosse.
Au mois de décembre 2019, il s'engage jusqu'à la fin de saison avec les London Irish en Premiership. Avec son nouveau club, il n'a le temps de jouer que trois rencontres (pour deux essais inscrits) avant que la saison ne soit prématurément interrompue en raison de la pandémie du Covid-19.
Il fait ensuite son retour en France en rejoignant le club du Rouen Normandie rugby en Pro D2 à partir de la saison 2020-2021. Non-conservé au terme de sa deuxième saison, il quitte le club normand en juin 2022.

## Palmarès

### En club et province
- Vainqueur du National Provincial Championship en 2013.

### En équipe nationale

#### Rugby à XV
- 4 sélections.
- 5 points (1 essai).

- Participation à la Coupe du monde 2019 (1 match)

#### Rugby à sept
- Vainqueur du IRB Sevens Series en 2013 et 2014 avec l'équipe de Nouvelle-Zélande à sept.

- Vainqueur du Paris Sevens 2016 avec l'équipe des Samoa à sept.